# Менщикова (Байкаловський район)
Ме́нщикова (рос. Менщикова) — присілок у складі Байкаловського району Свердловської області. Входить до складу Краснополянського сільського поселення.
Населення — 144 особи (2010, 186 у 2002).
Національний склад населення станом на 2002 рік: росіяни — 100 %.
Стара назва — Меньщикова.